# Woodhow Tarn
Der Woodhow Tarn ist ein kleiner See oder Tarn im Lake District, Cumbria, England. Der See liegt am südöstlichen Ende des Wast Water Sees, nördlich des River Irt. Der See hat nur einen kurzen Zufluss, aber keinen Abfluss. Der See liegt auf einem privaten Grundstück, er ist aber von der nahen Straße bzw. von den umliegenden Hängen zu erkennen.